# Учредителен конгрес на Македонската федеративна емигрантска организация
Учредителният конгрес на Македонската федеративна емигрантска организация, българска македонска левичарска емигрантска организация, се провежда на 4 декември 1921 година в София.

## Предистория
След разцеплението в Съюза на македонските емигрантски организации на Втория велик събор на македонските бежански братства през октомври 1920 година опозиционните делегати избират Временна комисия на македонските братства в България, която развива едногодишна дейност в България и чужбина. Паралелно с това вървят опити за обединение на Изпълнителния комитет на Съюза и на Временната комисия, като повечето братства подкрепят Изпълнителния комитет, а някои са неутрални. След провала на обединителните опити Временната комисия насрочва на 4 декември 1921 година Учредителен конгрес на Македонската федеративна емигрантска организация.

## Решения
Конгресът е открит от председателя на Временната комисия Христо Далкалъчев. Получават се поздарвителни телеграми от много места и дейци като адвоката от Дупница Милан Грашев. В залата с бурни ръкопляскания са посрещнати тримата водачи на бившата Серска група – Стойо Хаджиев, Таската Серски и Александър Буйнов. Участват 27 братства и 104 делегати от Костурското, Воденското, Солунското, Крушевското, Тиквешкото, Прилепското, Видинското, Пловдивското, Старозагорското, Ямболското, Хасковското, Цариградското, Сливнишкото, Ениджевардарскотото, Крушевската автономна група, Македонската студентска група и Македонския младежки съюз. От инородните емиграции има представители на влашката – от България и Румания, албанската и турската – от България и Цариград.
В Постоянното бюро на конгреса са избрани Павел Шатев – председател, Галиб бей (турчин) – подпредседател, Сюлейман Каркини (албанец) и Перикли Фоти (влах). За секретари на конгреса са избрани Григор Костов, Кочо Хаджириндов и Петър Таралямов.
В Политическата комисия са избрани Христо Татарчев, Христо Божков, Славчо Ковачев, Бехчет бей, Никола Юруков, Н. Михайлов, Иван Снегаров, Сюлейман Каркини, Г. Ванчев, Климент Размов, П. Стоянов, Ангел Куртелов.

## Отчет на Временната комисия
Никола Юруков представя политическия отчет на Временната комисия от създаването ѝ до началото на Конгреса. Тезата му е, че Великите сили пренебрегват престъпно Македонския въпрос. Юруков посочва различията според него между Комисията и Изпълнителния комитет – емиграцията е настроена за Автономия на Македония, цел, възприета от Първия велик събор на македонските братства, но отхвърляна според Юруков от Изпълнителния комитет, който продължавал да работи за Обединение на Македония с България. Юруков разказва за формирането на опозицията на Комитета, както и за обединителните преговори, водени от страна на Комисията от Славчо Ковачев и Йордан Анастасов, както и за привличането на другите македонски народности – турците и власите, които имат по един представител в Комисията. След това Юруков разказва как Филип Атанасов заминава за Букурещ и успява да привлече в Комисията и представител от арумънската емиграция в Румъния и за делегацията от Македония на конгреса на Лигата за защита на правата на народите в Женева, в която влизат Никола Юруков (българин), Харун Али (турчин), проф. Бедри Пеяни и Пандели Мегя (влах).
В този отчет Юруков за пръв път издига принципа на федерализма, като заявява, че целта е „автономна Македония, независима от балканските държави и служеща за съединително звено между тях“, която ще има федеративно устройство.

## Обединителни усилия
До Конгреса изпраща писмо доктор Владимир Руменов, председател и пълномощник на Третия велик събор на македонските бежански братства, доминиран от Изпълнителния комитет и провел се в началото на октомври. Руменов иска да говори пред Конгреса за нуждата от обединение на емиграцията. Конгресът решава, че може да има „обединение само въз основа на началата, изработени от Временната комисия, и на току-що приетия устав на Федеративната организация“. Конгресът избира комисия, начело с Павел Шатев, която да води преговорите с Изпълнителния комитет и пълномощника на Третия събор Владимир Руменов. Временната комисия предлага обединение на базата на три точки:
1. Издигане на Македония в самостоятелна политическа федеративна единица под гаранцията на Великите сили в нейните географски и икономически граници, която да служи за обединително звено между балканските народи и държави при абсолютно равенство на всички населяващи я народности. Приемане напълно на Устава на Учредителния федеративен конгрес на емиграцията.[4]
2. Изнасяне борбите за освободителното дело при пълно единодушно сътрудничество между всички македонски народности.[4]
3. Да не се поверява ръководно място в организацията на лица, ангажирани в анексионистичната политика, играли видна роля в политико-обществения живот на Царство България, и тези, които са вършили груби издевателства над националните малцинства в различни времена.[4]

Изпълнителният комитет приема трите точки с добавките в точка 1. след „федеративна“ да се появи в скоби между народностите в Македония и в точка 3. след „политико-обществен живот“ да се добави на държавите съседни на Македония.
Учредителният конгрес приема единодушно добавките на Комитета и възлага мандат за преговори на новоизбрания Управителен съвет на Македонската федеративна емигрантска организация и на председателя Павел Шатев, които обаче не довеждат до резултат.

## Решения
Конгресът приема Устав на Федеративната организация. Избран е Управителен съвет в състав Никола Юруков, Григор Костов, Васил Христов, Никола Киров, Климент Размов, Т. Димитров, К. Чуров, Д. Петев и Кочо Хаджириндов. В Контролната комисия влизат Андон Юруков и Александър Панов.